# William Gibson (ishockeyspelare)
William James "Billy" Gibson, född 22 april 1927 i Merritt i British Columbia, död 29 augusti 2006 i Lethbridge, var en kanadensisk ishockeyspelare.
Gibson blev olympisk guldmedaljör i ishockey vid vinterspelen 1952 i Oslo.